# 117-es főút
117-es főút (ungarisch für ‚Hauptstraße 117‘) ist eine ungarische Hauptstraße und eine entlastende Straße zwischen Dorog und Tát.
Ihre Gesamtlänge beträgt 16 Kilometer.